# Бхайрабкунда Шива Мандир
Бхайрабкунда Шива Мандир, также Дайфам Шив Мандир ― один из важнейших индуистских храмов в Бутане, единственная шактипитха на территории Бутана.

## Расположение
Индуистский храм Бхайрабкунда Шива Мандир расположен на территории дзонгхага Самдруп-Джонгхар в городе Джомотсангкха на границе между Бутаном и индийскими штатами Ассам и Аруначал-Прадеш в 24 км от города Одалгури.

## История
Согласно священному тексту индуизма «Шива-пурана» после смерти своей возлюбленной Сати верховный бог Шива блуждал по территории Индийского субконтинента, неся труп Сати на плечах. Пока он блуждал, каждое из 51 (по другой версии ― 108) места, куда упали части её тела, стали шактипитхами и одна из таких шактипитх многими идентифицируется как «Бхайраб Кунда».
Позже, царь богов Индра, спустившись на территорию нынешнего храма на белом слоне Айравате благословил это место, медитируя там в течение многих лет. После того, как Индра провёл на территории будущего храма множество огненных ритуалов, это место благословил дождём Шива. После этого говорят, что всякий раз, когда около храма проводится несколько огненных ритуалов, по его территории немедленно пройдёт дождь.
Строительство храма Бхайрабкунда Шива Мандир началось в 2002 году на средства населения Бутана и было закончено в 2005 году. Архитектура храма сочетает в себе элементы индуистского храма и традиционной архитектуры Бутана.